# Kung Fu Panda 3
Kung Fu Panda 3 – amerykańsko-chiński film animowany ze studia DreamWorks Pictures z 2016 roku, wyprodukowany przez wytwórnię DreamWorks Animation i 20th Century Fox w technologii 3D. Film jest kontynuacją pierwszej części i drugiej części. Premiera filmu odbyła się 16 stycznia 2016 roku.

## Fabuła
Po spotyka swojego biologicznego ojca i odbywa podróż do wioski pand. Tymczasem Kai, duchowy wojownik, który ukradł qi wszystkim mistrzom kung fu ze świata duchów, m.in. mistrzowi Oogwayowi, chce dokonać tego samego w świecie żywych.

## Obsada
| Postać                          | Oryginalny dubbing | Polski dubbing      | Zwierzę               |
| ------------------------------- | ------------------ | ------------------- | --------------------- |
| Po                              | Jack Black         | Marcin Hycnar       | panda wielka          |
| Li Shen (biologiczny ojciec Po) | Bryan Cranston     | Szymon Kuśmider     | panda wielka          |
| Mistrz Shifu                    | Dustin Hoffman     | Jan Peszek          | panda mała            |
| Tygrysica                       | Angelina Jolie     | Brygida Turowska    | tygrys chiński        |
| Modliszka                       | Seth Rogen         | Krzysztof Banaszyk  | modliszka chińska     |
| Żmija                           | Lucy Liu           | Izabella Bukowska   | trwożnica pospolita   |
| Żuraw                           | David Cross        | Tomasz Bednarek     | żuraw mandżurski      |
| Małpa                           | Jackie Chan        | Jarosław Boberek    | rokselana złocista    |
| Mei Mei                         | Kate Hudson        | Elżbieta Romanowska | panda wielka          |
| Kai                             | J.K. Simmons       | Andrzej Blumenfeld  | jak, duchowy wojownik |
| Pan Ping (ojczym Po)            | James Hong         | Wojciech Paszkowski | gęś łabędzionosa      |
| Mistrz Oogway                   | Randall Duk Kim    | Andrzej Gawroński   | żółw słoniowy         |
| Bao                             | Steele Gagnon      | Jan Barwiński       | panda wielka          |

## Nominacje
Źródło: Internet Movie Database
| Rok  | Miejsce          | Nagroda         | Kategoria                | Nominacja  | Wynik     |
| ---- | ---------------- | --------------- | ------------------------ | ---------- | --------- |
| 2016 |                  | Saturn          | Najlepszy film animowany | Film       | Nominacja |
| 2016 | MTV Movie Awards | MTV Movie Award | Best Virtual Performance | Jack Black | Nominacja |